# 연천 신답리 고분
연천 신답리 고분(漣川 薪畓里 古墳)은 대한민국 경기도 연천군 전곡읍 신답리에 있는 삼국시대의 고분이다. 2005년 10월 10일 경기도의 기념물 제210호로 지정되었다.

## 개요

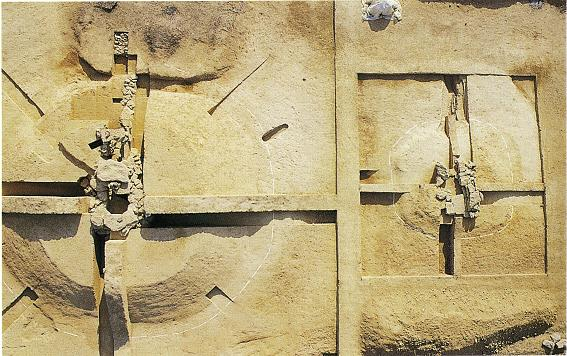
2003년 신답리고분 발굴전경

봉토석실분은 삼국시대의 대표적인 묘제이다. 고구려 봉토석실분은 평양으로 천도 이후 지배층의 묘제 양식이 적석총에서 석실봉토분으로 변화하면서 보편화되기 시작한다. 남한지역에서 나타나는 고구려계 봉토석실분은 그 수가 얼마되지 않아 그 정확한 성격을 알 수는 없으나 고구려의 남진과 관련한 중요한 자료로 인식되고 있다.

## 2호분
연천 신답리 2호분은 도굴과 경작으로 인해 심하게 파손되어 봉토된 부분이 거의 남아 있지 않았으며 석식의 아래 부분만 남아 있었다. 따라서 제자리에서 출토된 유물은 한 점도 없고 교란된 봉토와 석시의 여기저기서 수습한 토기가 있을 뿐이다. 잔존하는 묘역의 크기는 직경 7.7m이다.
2호분은 1호분과 마찬가지로 지상식이며 평면 방형의 현실과 현실 전벽의 중앙에 위치한 것으로 추정되는 연도로 구성되어 있다. 석실이 훼손되어 불확실 하지만 교란층에 흩어져 있는 다량의 판상석의 석재들, 축조방법이 1호분과 같은 점 등으로 보아 천장이 삼각고임으로 축조되었던 것으로 생각된다.
1·2호분은 모두 석실의 구조와 축조방법에 있어 공통점이 많은데 이들 특징의 상당수는 고구려 석실분의 특징과 동일한 것으로 시상식, 바닥시설로 편상석을 깔거나 그 위를 회로 미장한 점, 석실 축조시 다량의 회의 사용 그리고 삼각고임식의 천장 등이다.
삼각고임 천장은 중국 집안지역에서 평양일대에 이르기까지 넓은 지역에서 발견되는 것으로 고구려 봉토석실분에서 가장 많이 사용된 특징적인 천장가구법이다.
고분의 축조과정은 1호분을 중심으로 볼 때 묘역의 정지 → 현실의 기초시설구축 → 석실바닥시설 설치 → 석실 벽체 및 봉토축조 → 석실 천장 및 봉토축조 → 봉토 및 묘역의 마무리 → 연도의 증축 순으로 파악된다. 이때 석실과 봉토는 동시에 축조되었다.

## 참고 자료
- 연천신답리고분 - 국가유산청 국가유산포털